# Liste der Monuments historiques in Jasseron
Die Liste der Monuments historiques in Jasseron führt die Monuments historiques in der französischen Gemeinde Jasseron auf.

## Liste der Bauwerke
| Bezeichnung                                                      | Beschreibung              | Standort          | Kennzeichnung | Schutzstatus | Datum | Bild           |
| ---------------------------------------------------------------- | ------------------------- | ----------------- | ------------- | ------------ | ----- | -------------- |
| Schloss                                                          | Erbaut im 13. Jahrhundert | (Lage)            | PA00116414    | Inscrit      | 1927  | weitere Bilder |
| Bodendenkmal des ersten Feudalsitzes aus dem 10./11. Jahrhundert |                           | Le Prieuré (Lage) | PA00116415    | Inscrit      | 1984  | weitere Bilder |

## Liste der Objekte
- Monuments historiques (Objekte) in Jasseron in der Base Palissy des französischen Kultusministeriums